# 骑士文学
骑士文学（英語：Chivalric romance/Romance），是以描写骑士生活、事迹为主的世俗文学，歌颂了骑士精神，宣扬骑士制度。产生于11到13世纪，繁盛于法国和西班牙。其作品是忠君护教，冒险行侠，忠于爱情的骑士精神的集中反映；同城市文学一起打破了教会文学的垄断地位，为文坛增添了活泼色彩。这些故事充满奇幻色彩，讲述了骑士游侠的冒险经历，这些骑士常被描绘成拥有英雄品质，他们踏上了寻求荣耀的旅程。随着时间的推移，这种体裁从史诗发展而来；特别是“对爱情和宫廷礼仪的强调将其与以男性军事英雄主义为主的《武功歌》和其他类型的史诗区分开来。
骑士文学中一般骑士是主角，他们是英雄的化身。例如法国的《罗兰之歌》、亞瑟王傳說、《崔斯坦和伊索德》、西班牙的《高卢的阿玛迪斯》、《熙德之歌》等就属于骑士文学。骑士文学有许多精品流传不衰。通俗文学也借用了浪漫主题，但具有讽刺、嘲弄或滑稽的意图。浪漫故事重述了传奇、童话和历史，以适应读者和听众的口味，但到1600年左右，这类故事已不再时髦，米格尔·德·塞万提斯在他的小说《堂吉诃德》中著名地对其进行了嘲讽。然而，现代的“中世纪”形象更多地受到骑士传奇小说的影响，而非其他中世纪的文学体裁，“中世纪”一词让人联想到骑士、陷入困境的少女、龙以及其他浪漫的主题。
最初，骑士传奇文学是用古法语（包括盎格鲁-诺曼法语）、古普罗旺斯语和早期法兰克-普罗旺斯语写成的，后来用古葡萄牙语、古西班牙语、中世纪英语、古意大利语（西西里诗歌）和中世纪高地德语书写。在13世纪初期，骑士传奇越来越多地以散文形式创作。在后期的骑士传奇中，尤其是起源于法国的作品，常常明显强调宫廷爱情的主题，如逆境中的忠诚。

## 形式
与后来的小说形式不同，骑士传奇与《武功歌》一样，处理的是传统主题。这类作品与早期的史诗不同，常常大量运用奇幻事件、爱情元素，并且频繁地交织多个故事情节，而不是围绕主角展开的简单情节。最早的骑士传奇无一例外是以诗歌形式出现的，但15世纪出现了许多散文作品，通常是对早期押韵版本的重述。
浪漫形式追求的是愿望的实现，英雄与女主角被认为是时代理想的代表，而反派则象征着对其上升势力的威胁。 另一个常见的原型是英雄的探险，这种探险或旅程构成了叙事的结构核心。关于其结构，学者们发现骑士传奇与民间故事有相似之处。弗拉基米尔·普罗普（Vladimir Propp）提出了这一类型的基本形式，通常包括一个顺序：从初始情况开始，接着是离开、复杂化、第一步行动、第二步行动和解决。 这种结构同样适用于骑士传奇叙事。

### 文学系列
奥杰·丹恩（Holger Danske，或称“丹麦的奥杰”）是“法兰西故事”（Matter of France）中的人物。骑士传奇大多以某种方式与三个主题循环的故事有关联，也许只是在开头的框架故事中有连接。这三个循环故事在后期被想象组合为：“罗马故事”（Matter of Rome，实际上以亚历山大大帝的生平与特洛伊战争为中心）、“法兰西故事”（以查理曼和他的主要骑士罗兰为主角）以及“不列颠故事”（以亚瑟王和圆桌骑士的生平与事迹为主，包含圣杯的探寻）。中世纪的作者明确指出，这三者构成了所有骑士传奇的核心。
事实上，许多“非循环”的骑士传奇并没有与这些故事有任何关联。 其中包括《号恩王》（King Horn）、《魔鬼罗伯特》（Robert the Devil）、《伊波马顿》（Ipomadon）、《埃玛雷》（Emaré）、《丹麦的哈弗洛克》（Havelok the Dane）、《罗斯瓦尔和莉莲》（Roswall and Lillian）、《罗马的弗洛伦斯》（Le Bone Florence of Rome）和《阿马达斯》（Amadas）。
确实，有些故事出现得如此频繁，以至于学者们将它们归为“康斯坦斯循环”或“克雷申夏循环”，指的是可识别的情节，而非角色或设定的连续性。